# Elspeth Howe
Elspeth Howe, Baronesa Howe de Idlicote CBE (Elspeth Rosamund Morton Shand, 8 de fevereiro de 1932 — 22 de março de 2022) foi uma baronesa britânica. Como viúva de Geoffrey Howe, ela era anteriormente conhecida como Lady Howe de Aberavon, antes de receber um título de nobreza em seu próprio direito. Ela é filha do escritor Philip Morton Shand com sua quarta esposa, Sybil Mary Shand.
A baronesa também é famosa por ser a tia paternal por sangue da rainha Camila do Reino Unido, a segunda esposa do rei Carlos III do Reino Unido.

## Ligação com a rainha Camila
O seu meio-irmão paterno, o major Bruce Middleton Hope Shand, é o pai da rainha Camila.

## Morte
Morreu em 22 de março de 2022 aos 90 anos, vítima de um câncer.

## Títulos e estilos
- 1932–1953: Senhorita Elspeth Rosamund Morton Shand
- 1953–1970: Senhora Richard Edward Geoffrey Howe
- 1970–1992: Lady Howe
- 1992–1999: A Muito honorável a baronesa Howe de Aberavon
- 1999–2001: A Muito honorável a baronesa Howe de Aberavon, CBE
- 2001–2015: A Muito honorável a baronesa Howe de Idlicote, baronesa Howe de Aberavon, CBE
- 2015–2022: A Muito honorável a baronesa Howe de Idlicote, baronesa viúva Howe de Aberavon, CBE